# スタディオン・ポド・ゴリツォム
スタディオン・ポド・ゴリツォム（Stadion pod Goricom）はモンテネグロの首都ポドゴリツァにあるサッカー専用スタジアム。ポドゴリツァに本拠地を置くサッカークラブ・FKブドゥチノスト・ポドゴリツァのホームスタジアムで、サッカーモンテネグロ代表の試合も開催されている。

## 歴史
第二次世界大戦終結後間もない1945年に完成。当初の収容人数は5,000人だった。初代スタジアムは1952年に火災で失われ、再建時には17,000人に拡張した。
ユーゴスラヴィア解体後、スタジアムは東スタンドの撤去と北スタンドの新設が行われた。
直近の改修は2004年から2006年に実施されたもので、南北スタンドが二階建てになった。また東スタンドが新設された。

## 事件
2011年、モンテネグロ代表対イングランド代表の試合において、モンテネグロのウルトラスがピッチに侵入し、イングランド代表のジョー・ハートに対して発炎筒が投げつけられた。
2015年3月、UEFA EURO 2016予選・グループGのモンテネグロ代表対ロシア代表の試合において、ロシア代表のドミトリ・コムバロフやイゴール・アキンフェエフにものが投げつけられるなどしたため、67分に試合は打ち切られた。